# Sierra McCormick
Sierra Nikole McCormick (Asheville, 28 ottobre 1997) è un'attrice e produttrice televisiva statunitense, celebre per il suo ruolo di Olive Doyle nella serie televisiva A.N.T. Farm - Accademia Nuovi Talenti.

## Biografia
Sierra nasce ad Asheville, nella Carolina del Nord. All'età di nove anni si trasferisce a Los Angeles insieme ai genitori e alla sorella minore, Kayla. In questo nuovo contesto comincia a studiare, come molti altri bambini prodigio, alla Brighton Hall School a Burbank, in California.

## Carriera
Ha debuttato nel 2007 in un episodio della serie televisiva Til Death, seppur non accreditata. Sempre nello stesso anno ha preso parte alla seconda stagione del game show Are You Smarter Than a 5th Grader?, come una degli studenti. Nel 2008, a seguito poi di una sua comparsa nella serie di Disney Channel Hannah Montana, affiancherà China Anne McClain nel film televisivo Jack and Janet Save the Planet. Nello stesso anno partecipa a due episodi della serie televisiva Supernatural, nel ruolo di Lilith.
Nel 2010 si aggiunge al cast del film commedia Ramona e Beezus, nel ruolo di Susan Kushner, la rivale della protagonista, Ramona Quimby (interpretata da Selena Gomez). Il progetto è stato accolto positivamente dal pubblico, così come l'interpretazione del cast. Nello stesso anno, interpreta Scout Thomas, la figlia di Rebecca Thomas, nella serie televisiva Romantically Challenged, che però è stata cancellata dopo solo una stagione.
Nel 2011 appare nei film televisivi Una tata per Natale e Supercuccioli - Un'avventura da paura!; quest'ultimo prodotto le ha permesso di vincere il suo primo Young Artist Award, insieme a tutto il cast. La fama mondiale, però, arriva grazie al ruolo di Olive Doyle, una ragazza dalla strabiliante memoria, nella serie di Disney Channel A.N.T. Farm - Accademia Nuovi Talenti. Venne scelta dopo un'audizione in cui continuava a parlare di tigri e, a detta dell'attrice, ottenere quel ruolo non le è risultato difficile, in quanto lei e la protagonista China Anne McClain erano già amiche, a seguito di precedenti lavori svolti. La serie ha avuto tre stagioni e si è conclusa nel 2014; stesso anno di conclusione della serie televisiva Jessie, dove Sierra ha interpretato, a partire dal 2011, in ruolo di Connie.
Nel 2015 interpreta Moira nel film horror L'odio che uccide, diretto da Adam Egypt Mortimer; quest'ultimo ha affermato di aver ingaggiato l'attrice per via del suo grande seguito giovanile, in modo da far vivere ai ragazzi "la prima intensa esperienza di un film dell'orrore che mai avranno". Nel complesso il prodotto ha ricevuto delle recensioni miste. Nonostante ciò l'interpretazione di Sierra le ha riservato una candidatura ai Fright Meter Award.
Dal 2016 al 2018 ha partecipato a una serie di film televisivi; tra questi abbiamo Sorelle di sangue nel 2016 e Christmas in the Heartland nel 2017.
Nel 2019 viene ingaggiata per affiancare Jake Horowitz nel film fantascientifico L'immensità della notte, basato sull'incidente UFO di Kecksburg e le scomparse di Foss Lake. Il ruolo che ha interpretato è quello di Fay Crocker, una giovane centralinista liceale della città fittizia di Cayuga, nel Nuovo Messico. Dopo aver letto il copione e fatto l'audizione, si era ancora più convinta ad accettare il ruolo a seguito dell'incontro con il regista, Andrew Patterson; per questo ruolo ha dovuto imparare ad usare il centralino, facendo pratica nella sua camera di hotel. Il film e la sua interpretazione sono stati acclamati dalla critica, tanto da esser stata inserita tra le "10 Breakout Film Performances of the Year", ed è stata paragonata a una "giovane Sissy Spacek". Inoltre, ha ricevuto un premio d'onore all'Hamptons International Film Festival, e una candidatura come miglior attrice in un film fantascientifico o fantastico ai Critics' Choice Super Awards.
Nell'ottobre 2020, è stato annunciato che prenderà parte al film thriller We Need to Do Something, al fianco di Vinessa Shaw. È stato rilasciato nei cinema nel settembre 2021 ed è stato accolto positivamente dalla critica.
Nel 2021, Sierra ha preso parte a tre episodi della serie televisiva antologica American Horror Stories, prodotta da Ryan Murphy e andata in onda su FX e Hulu. Nello stesso anno viene rivelato che farà parte del cast principale del film di formazione Sour Milk.

## Filmografia

### Attrice

#### Cinema
- Land of the Lost, regia di Brad Silberling (2009)
- Ramona e Beezus (Ramona and Beezus), regia di Elizabeth Allen (2010)
- Supercuccioli - Un'avventura da paura! (Spooky Buddies), regia di Robert Vince (2011)
- L'odio che uccide (Some Kind of Hate), regia di Adam Egypt Mortimer (2015)
- In the Shadows, regia di Jordan James Smith – cortometraggio (2017)
- Christmas in the Heartland, regia di Harvey Lowry (2018)
- The Honor List, regia di Elissa Down (2018)
- All Good Things, regia di Kahlil Silver (2019)
- VFW - Veterani di guerra (VFW), regia di Joe Begos (2019)
- L'immensità della notte (The Vast of Night), regia di Andrew Patterson (2019)
- We Need to Do Something, regia di Sean King O'Grady (2021)
- Exploited, regia di Jon Abrahams (2022)
- Edge of Everything, regia di Pablo Feldman e Sophia Sabella (2023)
- The Nana Project, regia di Robin Givens (2023)
- The Last Stop in Yuma County, regia di Francis Galluppi (2023)

#### Televisione
- Til Death - Per tutta la vita ('Til Death) – serie TV, episodio 1x22 (2007) – non accreditata
- Curb Your Enthusiasm – serie TV, episodi 6x10-7x03-7x09 (2007, 2009)
- Boston Legal – serie TV, episodio 5x03 (2008)
- Supernatural – serie TV, episodi 3x16-4x06 (2008)
- Hannah Montana – serie TV, episodio 3x08 (2009)
- Detective Monk (Monk) – serie TV, episodio 8x11 (2009)
- Criminal Minds – serie TV, episodio 4x13 (2009)
- Mamma, che Natale da cani! (The Dog Who Saved Christmas), regia di Michael Feifer – film TV (2009)
- Jack and Janet Save the Planet, regia di Shelley Jensen – film TV (2009)
- CSI - Scena del crimine (CSI: Crime Scene Investigation) – serie TV, episodio 10x17 (2010)
- Romantically Challenged – serie TV, episodi sconosciuti (2010)
- Medium – serie TV, episodio 6x17 (2010)
- Una tata per Natale (A Nanny for Christmas), regia di Michael Feifer – film TV (2010)
- A.N.T. Farm - Accademia Nuovi Talenti (A.N.T. Farm) – serie TV, 62 episodi (2011-2014)
- Jessie – serie TV, episodi 1x07-1x23-3x11 (2011, 2014)
- The Breakdown, regia di Bobby Espinosa – cortometraggio TV (2013)
- Sorelle di sangue (Dark Pledge), regia di Devon Downs e Kenny Gage – film TV (2016)
- Veglio su di voi (The Neighborhood Watch), regia di Sam Irvin – film TV (2018)
- Tra le pagine della pazzia (The Danger of Positive Thinking), regia di Sam Irvin – film TV (2018)
- Chi ha rapito mia figlia? (Lost and Found), regia di Nadeem Soumah – film TV (2019)
- American Horror Stories – serie TV, episodi 1x01-1x02-1x07 (2021)
- NCIS - Unità anticrimine (NCIS) – serie TV, episodio 22x08 (2024)

### Produttrice
- Trending, regia di Kyle Wallen – cortometraggio (2020)
- We Need to Do Something, regia di Sean King O'Grady (2021)

## Riconoscimenti
Critics Choice Super Awards
- 2021 – Candidatura alla miglior attrice in un film fantascientifico o fantastico per L'immensità della notte

Hamptons International Film Festival
- 2019 – Vincitrice del Golden Starfish Award per L'immensità della notte

Fright Meter Awards
- 2015 – Candidatura alla miglior attrice di supporto per L'odio che uccide

Young Artist Awards
- 2012 – Premio alla miglior performance di un cast in un film televisivo per Supercuccioli - Un'avventura da paura!

Family Television Awards
- 2007 – Premio al miglior reality show per Are You Smarter Than a 5th Grader?

## Doppiatrici italiane
Nelle versioni in italiano delle opere in cui ha recitato, Sierra McCormick è stata doppiata da:
- Giorgia Locuratolo[32] in Veglio su di voi, American Horror Stories[33]
- Laura Cosenza[34] in Supernatural[35]
- Monica Volpe[36] in Una tata per natale[37]
- Asia C. Beniamina Gigli[38] in Ramona e Beezus[39]
- Agnese Marteddu[40] in Supercuccioli - Un'avventura da paura![41]
- Sara Labidi[42] in A.N.T. Farm - Accademia Nuovi Talenti[43]
- Emanuela Ionica[44] in Jessie[45]
- Valentina Pallavicino[46] ne L'immensità della notte[47]